# Balthasar Marcus
Balthasar Jan Frederik Marcus (Amsterdam, 1 januari 1806 - Nieuwer-Amstel, 22 december 1865) was een Nederlands burgemeester.
Hij was zoon van kunstenaar Jacob Ernst Marcus (1774-1826), geboren op Sint-Eustatius, en Adriana Maria Taunay, zuster van tekenaar Jan Paulus Taunay. Zij lieten hun kind op 29 januari 1806 dopen in de Oude Waalse Kerk in Amsterdam (met vermelding van geboortedatum). 
Hij trouwde in 1837 als advocaat met de in Paramaribo geboren Charlotte Jacoba Taunay,  aandeelhoudster in plantage 't Vertrouwen. Hij was vrederechter in Nieuwer-Amstel en werd in 1838 benoemd tot kantonrechter (5e kanton) in Nieuwer-Amstel. Per 1 oktober 1842 werd hij burgemeester en werd hem tegelijkertijd eervol ontslag aangeboden als kantonrechter in het arrondissement Amsterdam. Hij combineerde die functie met gemeentesecretaris.
Hij overleed in de functie van burgemeester. De Gemeente Nieuwer-Amstel vernoemde in 1895 een straat naar hem, die straat ging in 1896 per annexatie over naar de gemeente Amsterdam.